# Slovénie au Concours Eurovision de la chanson 2022
La Slovénie est l'un des quarante pays participants du Concours Eurovision de la chanson 2022, qui se déroule à Turin en Italie. Le pays est représenté par le groupe LPS et leur chanson Disko, sélectionnés via l'émission EMA 2022. Le pays se classe 17e et dernier en demi-finale avec 15 points, ne parvenant pas à se qualifier pour la finale.

## Sélection
La diffuseur slovène RTVSLO confirme sa participation à l'Eurovision 2022 le 15 septembre 2021, confirmant dès lors le retour du format EMA comme sélection

### Format
La sélection est constituée de deux demi-finales, se tenant les 5 et 12 février 2022, et d'une finale, se tenant le 19 février 2022. Lors de chaque demi-finale, dix artistes participent puis six se qualifient : trois grâce au télévote et trois autres grâce au vote d'un jury.
Lors de la finale, le gagnant est désigné parmi les douze artistes encore en lice grâce à un vote mêlant pour moitié le télévote slovène et pour moitié le vote de cinq jurys dits « thématiques ». Ces jurys sont constitués de membres de l'OGAE Slovénie, de compositeurs, de personnalités de radio et de télévision et de musiciens.

### Chansons
Le diffuseur slovène ouvre, du 8 octobre au 22 novembre 2021, la période de dépôt des candidatures. Au terme de cette période, 127 chansons ont été reçues par le diffuseur. Parmi ces chansons, seize sont sélectionnées pour participer directement à l'émission EMA 2022. Vingt-quatre autres sont sélectionnées pour EMA Freš 2022, émission consacrée aux artistes émergents et dont quatre se qualifieront ensuite pour l'émission principale EMA 2022.

### Demi-finales
- Qualifiés du jury
- Qualifiés du télévote

| Ordre | Artiste           | Chanson               | Jury  | Télévote | Télévote |
| Ordre | Artiste           | Chanson               | Place | Voix     | Place    |
| ----- | ----------------- | --------------------- | ----- | -------- | -------- |
| 1     | July Jones        | Girls Can Do Anything | 1     | 527      | 7        |
| 2     | David Amaro       | Še vedno si lepa      | 4     | 348      | 8        |
| 3     | Le Serpentine     | Tud teb se lahk zgodi | 9     | 669      | 4        |
| 4     | Bowrain and Brina | Čas je                | 10    | 576      | 6        |
| 5     | Luma              | All In                | 2     | 1 009    | 2        |
| 6     | Stela Sofia       | Tu in zdaj            | 7     | 1 509    | 1        |
| 7     | Jonatan Haller    | Obzorje               | 6     | 273      | 9        |
| 8     | Batista Cadillac  | Mim pravil            | 3     | 598      | 5        |
| 9     | Zala Smolnikar    | V ogledalu            | 8     | 262      | 10       |
| 10    | Manouche          | Si sama?              | 5     | 960      | 3        |

| Ordre | Artiste           | Chanson        | Jury  | Télévote | Télévote |
| Ordre | Artiste           | Chanson        | Place | Voix     | Place    |
| ----- | ----------------- | -------------- | ----- | -------- | -------- |
| 1     | Mia Guček         | Independiente  | 9     | 720      | 4        |
| 2     | Gušti feat. Leyre | Nova romantika | 3     | 448      | 8        |
| 3     | Klara Jazbec      | Vse kar imam   | 8     | 206      | 9        |
| 4     | Vedran Ljubenko   | H2O dieta      | 7     | 166      | 10       |
| 5     | Leya Leanne       | Naked          | 6     | 1 779    | 1        |
| 6     | LPS               | Disko          | 1     | 1 671    | 2        |
| 7     | Anabel            | Tendency       | 4     | 463      | 7        |
| 8     | BQL               | Maj            | 5     | 848      | 3        |
| 9     | Hauptman          | Sledim         | 2     | 550      | 6        |
| 10    | Eva Moškon        | Kliki          | 10    | 661      | 5        |

### Finale
| Ordre | Artiste           | Chanson               | Jury | Télévote | Télévote | Total | Place |
| Ordre | Artiste           | Chanson               | Jury | Voix     | Points   | Total | Place |
| ----- | ----------------- | --------------------- | ---- | -------- | -------- | ----- | ----- |
| 1     | Anabel            | Tendency              | 10   | 545      | 0        | 10    | 11    |
| 2     | Stela Sofia       | Tu in zdaj            | 8    | 962      | 15       | 23    | 10    |
| 3     | Manouche          | Si sama?              | 28   | 1 412    | 25       | 53    | 6     |
| 4     | Leya Leanne       | Naked                 | 8    | 1 018    | 20       | 28    | 9     |
| 5     | BQL               | Maj                   | 19   | 2 441    | 50       | 69    | 3     |
| 6     | Gušti feat. Leyre | Nova romantika        | 28   | 946      | 10       | 38    | 7     |
| 7     | July Jones        | Girls Can Do Anything | 32   | 1 655    | 30       | 62    | 5     |
| 8     | David Amaro       | Še vedno si lepa      | 2    | 447      | 0        | 2     | 12    |
| 9     | LPS               | Disko                 | 43   | 3 151    | 60       | 103   | 1     |
| 10    | Hauptman          | Sledim                | 29   | 833      | 5        | 34    | 8     |
| 11    | Luma              | All In                | 33   | 1 770    | 35       | 68    | 4     |
| 12    | Batista Cadillac  | Mim pravil            | 50   | 2 132    | 40       | 90    | 2     |

| 1  | Tendency              | 4  | 2  | –  | 3  | 1  | 10 |
| 2  | Tu in zdaj            | 7  | –  | 1  | –  | –  | 8  |
| 3  | Si sama?              | 2  | 7  | 7  | 4  | 8  | 28 |
| 4  | Naked                 | –  | 1  | 2  | –  | 5  | 8  |
| 5  | Maj                   | 5  | 3  | 3  | 2  | 6  | 19 |
| 6  | Nova romantika        | 3  | 6  | 10 | 5  | 4  | 28 |
| 7  | Girls Can Do Anything | 10 | 5  | 4  | 6  | 7  | 32 |
| 8  | Še vedno si lepa      | 1  | –  | –  | 1  | –  | 2  |
| 9  | Disko                 | 8  | 10 | 5  | 10 | 10 | 43 |
| 10 | Sledim                | –  | 8  | 12 | 7  | 2  | 29 |
| 11 | All In                | 12 | 4  | 6  | 8  | 3  | 33 |
| 12 | Mim pravil            | 6  | 12 | 8  | 12 | 12 | 50 |

La finale se conclut sur la victoire de LPS et de leur chanson Disko, qui représentent donc la Slovénie à l'Eurovision 2022.

## À l'Eurovision
La Slovénie participe à la première demi-finale, le 10 mai 2022. Y recevant 15 points, le pays se classe 17e et dernier de sa demi-finale.